# Eguale
In musica, il termine Eguale (o Equale) indica una composizione per un insieme di voci o strumenti uguali o con la stessa tessitura.
Nell'ambito della musica strumentale ricordiamo i tre Eguali per quattro tromboni composti nel 1812 da Ludwig van Beethoven (WoO 30).
Nella musica vocale, per indicare una composizione polifonica per voci solo femminili o maschili, si usa piuttosto la frase a voci eguali.